# Marsel Efroimski
Marsel Efroimski, hebr. מרסל אפרוימסקי (ur. 13 lutego 1995 w Kfar Sabie) – izraelska szachistka, mistrzyni międzynarodowa od 2011 roku.

## Kariera szachowa
Wielokrotnie reprezentowała Izrael na mistrzostwach świata i Europy juniorek w różnych kategoriach wiekowych, pięciokrotnie zdobywając złote medale: trzy złote (Kemer 2007 – MŚ do 12 lat, Antalya 2009 – MŚ do 14 lat, Fermo 2009 – ME do 14 lat), srebrny (Budva 2013 – ME do 18 lat) oraz brązowy (Albena 2011 – ME do 16 lat).
W latach 2008–2012 trzykrotnie wystąpiła w drużynie narodowej na szachowych olimpiadach.
Normy na tytuł mistrzyni międzynarodowej wypełniła w Kfar Saba (2010), Biel (2010) oraz Zagrzebiu (2011).
Najwyższy ranking w dotychczasowej karierze osiągnęła 1 września 2013, z wynikiem 2317 punktów zajmowała wówczas 1. miejsce wśród izraelskich szachistek.